# كاليه (فرنسا)
كاليه (بالفرنسية: Arrondissement de Calais)‏ هي دائرة إدارية فرنسية، في فرنسا، تقع في باد كاليه، بلغ عدد سكانها 159,333  نسمة وذلك حسب إحصائيات سنة 2015، عاصمتها كاليه.

## التقسيمات الإدارية
- Canton of Calais-Nord-Ouest [الإنجليزية]‏
- Canton of Calais-Centre [الإنجليزية]‏
- Canton of Guînes [الإنجليزية]‏
- Canton of Calais-Est [الإنجليزية]‏
- Canton of Calais-Sud-Est [الإنجليزية]‏.